# Esthlogena albisetosa
Esthlogena albisetosa là một loài bọ cánh cứng trong họ Cerambycidae.